# Трагедия
Трагедията (от латински: tragoedia, от старогръцки: τραγῳδία, tragōidia) е драматично представление, филм, драматичен жанр, или дори нещастно стечение на обстоятелствата в реалния живот, което има лош край. Като драматичен жанр трагедията се отличава със сериозност и величие. Тя е противоположен на комедията жанр, макар че съществува и смесеният жанр трагикомедия.
Заражда се в Древна Гърция. При древните гърци е съществувала представата за трагедията като фолклорен, литературен и драматичен жанр. Аристотел дефинира трагедията така:
Трагедията, тогава, е извършване на дело, което е важно и цялостно изпълнено, и от определена важност, чрез средствата на езика, който е обогатен с орнаменти, всяко от които отделно се използва в различните части [на пиесата]: тя бива играна, не просто рецитирана, и чрез съжаление и страх създава освобождаване (катарзис) към тези [или подобни] емоции.
– Поетика, VI 1449b 2–3[18] (превод от английското издание Aristotle, Poetics, Loeb Classical Library; Revised edition, 1995)

Незначителна част от творбите на трагедийната литература на Древна Гърция са достигнали до нас – това са 33 драматични творби на Есхил, Софокъл и Еврипид за двата века на съществуването на Дионисиите в Атина.
Трагедиите се съчетавали по 3 в трилогии и заедно с 1 сатирна драма образуват т.нар. тетралогия, която е била представяна на Големия дионисов празник през пролетта.